# Rhyacophila kawamurae
Rhyacophila kawamurae är en nattsländeart som beskrevs av Tsuda 1940. Rhyacophila kawamurae ingår i släktet Rhyacophila och familjen rovnattsländor. Inga underarter finns listade i Catalogue of Life.